# Mesothelae
Sous-ordre
Les Mesothelae sont un sous-ordre d'araignées.
Phylogénétiquement, il est le groupe frère des Opisthothelae.

## Distribution
Les espèces actuelles de ce sous-ordre se rencontrent en Asie du Sud-Est et en Asie de l'Est.

## Description
Ce sont des araignées caractérisées par un sternum étroit sur la face ventrale du céphalothorax et par un abdomen extérieurement segmenté. 

## Paléontologie
Ce sous-ordre existe depuis le Crétacé.

## Liste des familles

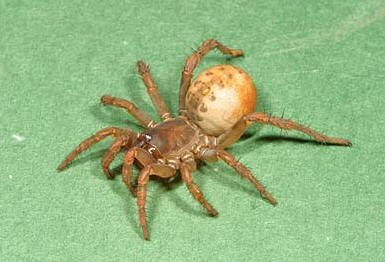
Ryuthela sasakii, une Heptathelidae.

Selon World Spider Catalog (version 23.0, 07/06/2022) :
- Heptathelidae Kishida, 1923
- Liphistiidae Thorell, 1869

Groupes fossiles selon World Spider Catalog (version 20.5, 2020) :
- † Burmathelidae Wunderlich, 2017
- † Cretaceothelidae Wunderlich, 2017
- † Eomesothelidae Wunderlich, 2019
- † Parvithelidae Wunderlich, 2017

et le genre couronne
- † Palaeothele Selden, 2000

## Classification
Ce sous-ordre a été décrit par Pocock en 1892.
Les araignées mésothèles ont été divisées en deux familles distinctes: les Liphistiidae et les Heptathelidae par Petrunkevitch en 1939 mais Raven en 1985 les a placées en synonymie. Li en 2022 a rétabli la division des espèces actuelles en deux familles.
Les familles fossiles des † Arthrolycosidae, des † Arthromygalidae et des † Pyritaraneidae étaient considérées comme des Mesothelae mais elles sont désormais placées à la base des Araneae. Certaines familles de Mygalomorphae furent également placées dans ce sous-ordre.

### Publication originale
- Pocock, 1892 : Liphistius and its bearing upon the classification of spiders. Annals and Magazine of Natural History, sér. 6, vol. 10, p. 306–314 (texte intégral).